# ANTHEM (ANTHEMのアルバム)
『ANTHEM〜パワーメタル戒厳令〜』（アンセム パワーメタルかいげんれい）は、1985年にANTHEMがリリースしたデビュー・アルバムである。

## 内容
LOUDNESSなどのバンドと親交が深い元5Xのジョージ吾妻のプロデュースによって作られている。代表曲「WILD ANTHEM」「WARNING ACTION!」「STEELER」が収録されており、これらは再結成した後にも演奏されている。

## リリース変遷
発売時にはLPとカセットのみリリースされた。1987年に初CD化が為され、その際にはミニ・アルバム『READY TO RIDE』から「Ready To Ride」と「Shed」の2曲が追加収録された。2000年リリースのリマスター盤ではこのボーナス・トラックは削除されている。
2005年リリースのリマスター盤には『READY TO RIDE』から「ROCK'N'ROLL STARS（English Version）」と「STEELER（English Version）」、『ANTHEM WAYS』から「WILD ANTHEM（Vocal Retake Version）」の3曲が追加収録された。2010年リリースのSHM-CD盤、2017年リリースのBlu-spec CD盤ではこのボーナス・トラックは削除されている。

## 収録曲

### LP・カセット
全作詞：坂本英三
1. WILD ANTHEM
作曲：柴田直人
2. RED LIGHT FEVER
作曲:福田洋也
3. LAY DOWN
作曲:福田洋也
4. RACIN'ROCK
作曲:柴田直人
5. WARNING ACTION!
作曲:柴田直人
6. TURN BACK TO THE NIGHT
作曲:柴田直人
7. ROCK'N ROLL STARS
作曲:柴田直人
8. BLIND CITY
作曲:柴田直人
9. STAR FORMATION
作曲:柴田直人
10. STEELER
作曲:柴田直人

### CD（1987年盤）
1. WILD ANTHEM
2. RED LIGHT FEVER
3. LAY DOWN
4. RACIN'ROCK
5. WARNING ACTION!
6. TURN BACK TO THE NIGHT
7. ROCK'N ROLL STARS
8. BLIND CITY
9. STAR FORMATION
10. STEELER
11. READY TO RIDE
作曲:福田洋也
12. SHED
作曲:福田洋也

### CD（2005年リマスター盤）
1. WILD ANTHEM
2. RED LIGHT FEVER
3. LAY DOWN
4. RACIN'ROCK
5. WARNING ACTION!
6. TURN BACK TO THE NIGHT
7. ROCK'N ROLL STARS
8. BLIND CITY
9. STAR FORMATION
10. STEELER
11. ROCK'N'ROLL STARS（English Version）
12. STEELER（English Version）
13. WILD ANTHEM（Vocal Retake Version）

## 参加メンバー
- 柴田直人：ベース、作詞、作曲
- 坂本英三：ボーカル、作詞
- 福田洋也：ギター、作曲
- 大内貴雅：ドラム